# Влоцлавський повіт
Влоцлавський повіт (пол. powiat włocławski) — один з 19 земських повітів Куявсько-Поморського воєводства Польщі.
Утворений 1 січня 1999 року в результаті адміністративної реформи.

## Загальні дані
Повіт знаходиться у південно-східній частині воєводства.
Адміністративний центр — місто Влоцлавек (має статус міста на правах повіту, до складу повіту не входить) .
Станом на 1.01.2008 населення становить 85 303 осіб, площа 1473,99 км².

## Демографія
Демографічні дані повіту станом на 30.06.2005:
|       | Всього | Всього | Жінки  | Жінки | Чоловіки | Чоловіки |
| ----- | ------ | ------ | ------ | ----- | -------- | -------- |
|       | осіб   | %      | осіб   | %     | осіб     | %        |
| Повіт | 85 514 | 100    | 43 028 | 50,3  | 42 486   | 49,7     |
| Міста | 17 292 | 100    | 8993   | 52    | 8299     | 48       |
| Села  | 68 222 | 100    | 34 035 | 49,9  | 34 187   | 50,1     |